# 세야역
세야역(일본어: 瀬谷駅)은 일본 가나가와현 요코하마시 세야구에 위치한 사가미 철도 본선의 역이다. 역 번호는 SO13이다.

## 역 구조
섬식 승강장 2면 4선의 지상역이다. 교상 역사를 가지고 있으며 교상 역사화 이전에는 남북으로 각각 역사가 있는 승강장 사이를 과선교로 연결하고 있었다. 2012년 3월까지는 혼합식 승강장 2면 3선의 구조였고 3번 선은 화물 열차가 운행하던 시절에 대피선으로 사용되고 있었다. 그 때문에, 하행 열차도 대피할 수 있도록, 하행선에 상행선에 전 구간에 가능한 건늠선이 설치되어 있지만 화물 열차가 폐지되고 이후는 통상 사용되지 않았다. 현재는 JR 선과 도큐 선이 각각 상호 연계되는 도심 직통 프로젝트에 따른 귀성길 측에 선로를 새로 정비하고 상하행선과도 대피할 수 있는 2면 4선으로 공사가 이루어지고 2012년 4월에 신설 하행 대피선을 새로운 1번 선으로 번호 변경이 이루어졌다(옛 1번 선 ⇒ 새 2번 선, 옛 2번 선 ⇒ 새 3번 선, 옛 3번 선 ⇒ 새 4번 선). 동년 4월 29일부터는 본선의 개량 공사에 따라 2,3번 선의 사용을 정지하고 1,4번 선을 사용하는 형식으로 운용이 변경되었는데, 재정비가 완료되어 2013년 5월 19일부터 발착 번호가 2.3번 선으로 다시 변경되었다. 또한, 특급 운행 개시 시의 2014년 4월 27일의 다이아 개정에서는 1,4번 선의 여객은 이용되지 않았지만 4번 선에 대해서는 2015년 5월 31일의 다이아 개정 이후에 평일 아침 특급에 의한 급행, 쾌속의 추월이 실시되었다.
역 구내에는 Vie de France, stationIST(이스트)나 훼미리마트와 같은 상업 시설이 있다.
전시 중에는 해군 도로변에 철도의 인입선이 있었다. 그 분기점은 과거 본 역에 존재했던 후타쓰바시 역 방면에 가까운 위치에 있는 요코하마 시립 세야 중학교의 부지를 통과하고 해군 도로와 통했다.
2007년 12월에 IC카드 전용 개찰기가 도입되었다.

### 승강장
| 번호 | 노선 | 방향 | 행선                        |
| ---- | ---- | ---- | --------------------------- |
| 1・2 | 본선 | 하행 | 야마토・에비나 방면         |
| 3・4 | 본선 | 상행 | 후타마타가와・요코하마 방면 |

## 역 주변

### 기타구치
- 요코하마 시립 세야 중학교 - 통학 편의를 도모하기 때문에 역에 거의 인접한 부지에 건설된 바 있다.
- 요코하마 시립 세야 초등학교
- 세야 양호학교
- 세야 도서관
- 세야 중앙 공원
- 세야혼고 공원
- 요코하마 세야키타 우체국
- 주일 미군 가미세야 통신 시설
- 스마일 스트리트 세야
  - 더 다이소
- 마루에쓰
  - 파시오스
- 유타카라야
- TSUTAYA
- 소테쓰 주차장 빌딩
- 요코하마 은행 세야 지점
- 일본 아비오니크스 요코하마 사업소
- 환상 4호선(해군 도로)-주변은 벚꽃의 명소이다.
- 이토 요카도 식품관 세야점

### 미나미구치
- 세야 구청 증명 발급 센터
- 요코하마 시립 세야 지구 센터
- 요코하마 시 세야 스포츠 센터
- 현영 하시도하라 단지
- 시 통영 하시도하라 하이츠
- 시 통영 하시도 하이츠
- 시영 미나미다이 하이츠
- 세야 우체국
  - 유초 은행 세야점
- 요코하마 세야미나미 우체국
- 요코하마 신용 금고 세야 지점
- 스포츠 클럽 NAS 세야

## 역사
- 1926년 5월 12일: (구)진추 철도 역으로 영업 개시.
- 2004년 3월 28일: 신역사(교상역사화) 및 남북자유통로 사용 개시.

## 사진

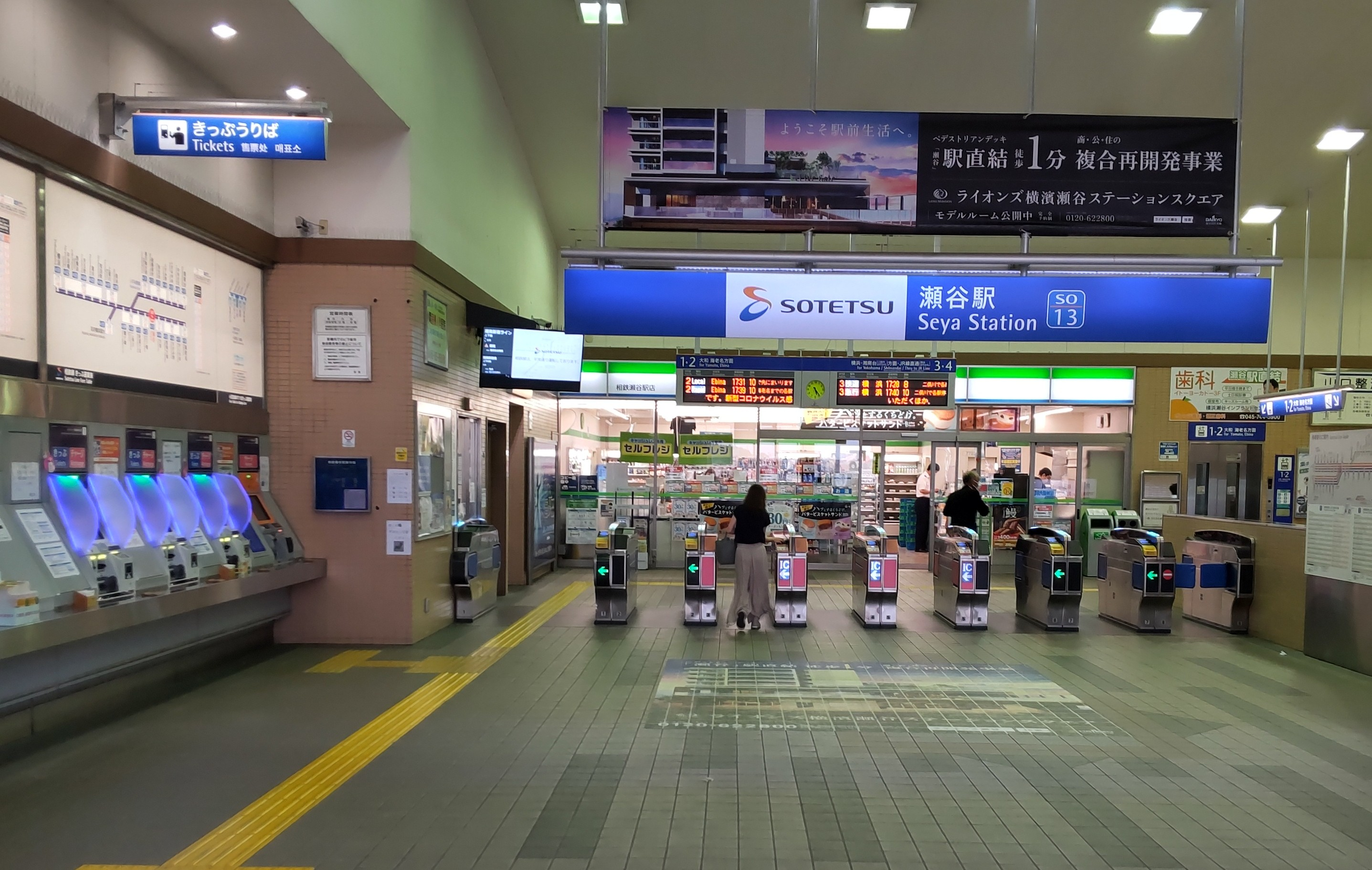
개찰(2021년 6월)

## 인접역
| 사가미 철도 본선          | 사가미 철도 본선         | 사가미 철도 본선        |
| ------------------------- | ------------------------ | ----------------------- |
| SO12 미쓰쿄 요코하마 방면 | ■ 급행 ■ 쾌속 ■ 각역정차 | 야마토 SO14 에비나 방면 |